# Палац Жабуру
Палац Жабуру (порт. Palácio do Jaburu) — офіційна резиденція віцепрезидента Бразилії, розташована в столиці країни Бразиліа недалеко від палацу Алворада — резиденції президента.
Будівництво палацу Жабуру було закінчено в 1977 році, його першим господарем став Адалберту Перейра дус Сантус — віце-президент в уряді Ернесту Гайзела.
Палац отримав свою назву від поширеної у цьому регіоні птиці ябіру (порт. jaburu).